# Фокіон Афінський

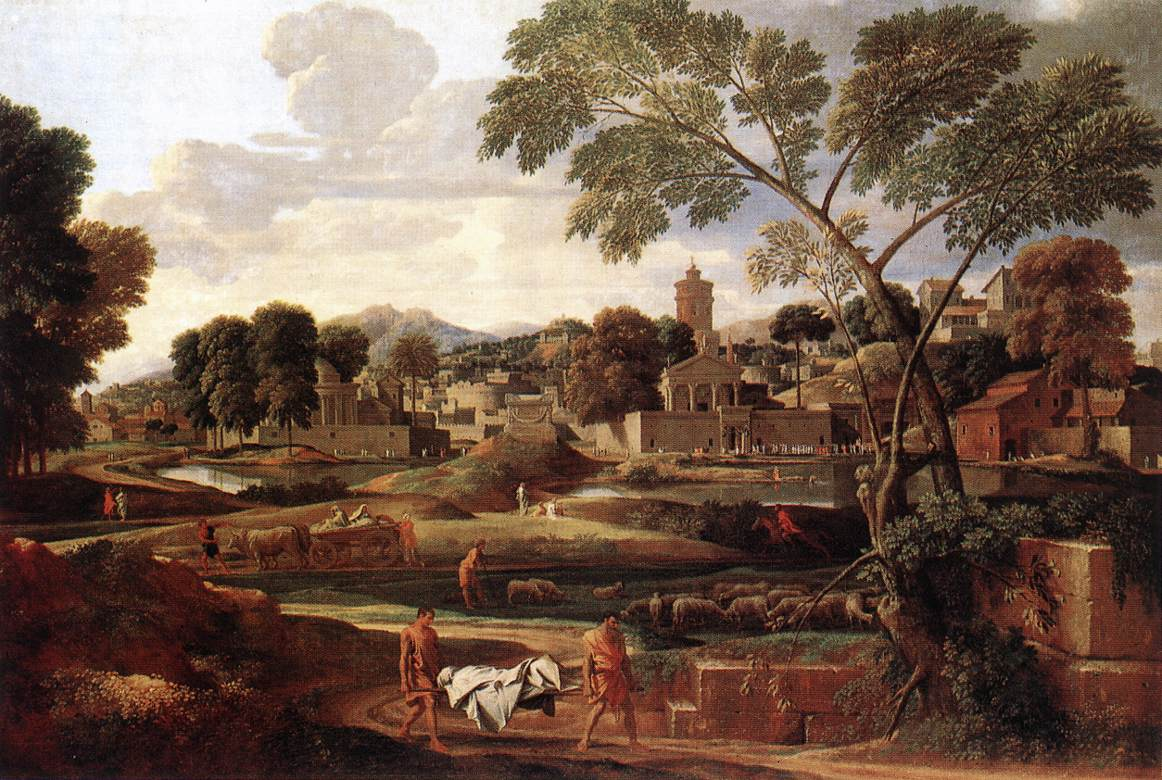
Поховання Фокіона, Ніколя Пуссен (1648)

Фокіон Афінський (398—318 до Р. Х.) — військовий командувач і політичний діяч Афін. Уславився кількома вдалими військовими компаніями Афін проти Македонії. У «Порівняльних життєписах» Плутарха подано переконливий портрет Фокіона, де серед іншого зазначена його непідкупність і байдужість до коштовностей («Фокіон, якого нічого не примусиш взяти»). Більше сорока разів обирався стратегом. Мав сина на ім'я Фок.